# Never Let The Bastards Wear You Down
Never Let the Bastards Wear You Down es un álbum de estudio de la cantante estadounidense Dee Snider lanzado el 22 de agosto de 2000. El título del álbum es una referencia al aforismo falso latino Illegitimi non-carborundum.
El álbum contiene varias canciones que Snider escribió para Twisted Sister , Desperado y Widowmaker , pero nunca las grabó. Hablando de Never Let the Bastards Wear You Down , Snider le dijo al Hartford Courant en 2000: "Koch Records se acercó a mí. Me preguntaron si había algo que quería hacer. Y había varias canciones para las que he escrito varios proyectos que nunca tuve la oportunidad de grabar ". En el momento del lanzamiento del álbum, Snider declaró que sería su último álbum a favor de centrarse en sus carreras de cine y radio. Le dijo al Philadelphia Daily News: "Definitivamente estoy en la mente de dejar atrás mi carrera musical. Veo este disco como el último capítulo de mi carrera discográfica".

## Recepción crítica
Tras su lanzamiento, Steve Huey de AllMusic describió el álbum como "pop-metal simple, himno de los 80" y agregó: "Por supuesto, eso fue siempre lo que Snider hizo mejor, y es por eso que Never Let the Bastards Wear You Down será un escucha divertida para cualquiera que todavía disfrute de los discos antiguos de Twisted Sister ". [1] David Gerard de The Boston Globe escribió: "En la salida en solitario de Snider, va más allá de los matices a veces poppish de su antigua banda, y en su lugar se adentra en el lado más agresivo del metal. Como Snider ha afirmado que este disco es el último , No se me ocurre mejor réquiem para el padrino del headbanger rock ".

## Listas de canciones
| N.º | Título                                           | Duración |  |
| 1.  | «Hardcore (Lemmy's Song)»                        | 4:06     |  |
| 2.  | «Call My Name»                                   | 2:59     |  |
| 3.  | «Our Voice Will Be Heard»                        | 2:59     |  |
| 4.  | «Isn't It Time»                                  | 4:33     |  |
| 5.  | «Cry You a Rainbow»                              | 5:02     |  |
| 6.  | «The Wanderer»                                   | 4:56     |  |
| 7.  | «Uh-Huh-Huh»                                     | 3:53     |  |
| 8.  | «Desperado»                                      | 3:55     |  |
| 9.  | «Sometimes You Win (Sometimes You Lose)»         | 3:57     |  |
| 10. | «Ride Through the Storm (Suzette's Song Part 2)» | 4:23     |  |

## Personal
- Dee Snider - voz principal, coros

- Tony Palmucci, Dan McCafferty - guitarras

- Derek Tailer - bajo

- AJ Pero - Batería

### Producción
- Denny McNerney - productor, ingeniero, masterización

- Justin Picotte - ingeniero asistente

### Otro
- J Cooch Lucchese - diseño de arte, fotografía

- Pete Scifo, Cris Lepurage, Larry Morano - fotografía

- Datos: Q111737379